# ويليام لي (محامي)
ويليام لي (بالإنجليزية: William Leigh)‏ هو محامي أمريكي، ولد في مايو 1783، وتوفي في 1871.